# Krásnaya Zariá (Oriol)
Krásnaya Zariá (ruso: Кра́сная Заря́) es un asentamiento rural y posiólok de Rusia, capital del raión homónimo en la óblast de Oriol.
En 2023, el territorio del asentamiento tenía una población de 1986 habitantes, de los cuales unos mil cuatrocientos vivían en la capital municipal y el resto en ocho pedanías: los pueblos (siola) de Vérjniaya Liubovsha y Orevo, las aldeas (derevni) de Kámenka, Karasiovka, Nóvaya Zariá y Pávlovka y el posiólok de Martýnovka.
Se ubica unos 40 km al norte de Livny, sobre la carretera que une Novosil con Yelets. Forma una conurbación de más de dos mil habitantes con algunas localidades del vecino asentamiento rural de Rososhenski.

## Historia
Fue fundado a principios del siglo XX como un poblado ferroviario llamado "Volna" (Волна), en la línea de ferrocarril de Oriol a Yelets. Adoptó el estatus de capital distrital en 1928, cuando se definieron los raiones de la óblast de Chernozem Central. En 1929, el poblado adoptó su actual topónimo, pero siguió siendo sede del llamado "raión de Volna" hasta 1933, cuando su territorio se repartió entre los vecinos raiones de Izmálkovo y Verjovye. Recuperó el estatus de capital distrital en 1935, ya con el nombre de "raión de Krásnaya Zariá", al definirse los raiones de la óblast de Kursk, región de la que se separó en 1937 para formar la actual óblast de Oriol. En 1963, el raión fue suprimido y el área pasó a formar parte del raión de Nóvaya Derevnia. Recuperó el estatus de capital distrital en 1985.